# シー・エム・プランニング
シー・エム・プランニング株式会社は、企業経営に関するトータル・コンサルティングを行う企業である。
経営コンサルタントとして企業や団体の経営実態を調査・診断し具体的な改善方法を提案する傍ら、自社で輸入時計の販売を行うガレリア事業、化粧品什器の販売を行うアレーゼ事業を立ち上げ、その運営を手掛けている。

## 所在地
- 本社：東京都港区白金台五丁目18番4号
- 時計事業部ガレリア：東京都世田谷区桜新町1丁目25番24号
- 什器事業部アレーゼ：東京都世田谷区上用賀4丁目33番16号

## 役員構成
代表取締役：兼子眞
- 1971年 - 早稲田大学第一政治経済学部 経済学科卒業
- 1971年～2004年 - チェッカーモータース株式会社（フィアット・オート日本総代理店）代表取締役
- 2002年～2006年 - パソナ・アジア・カンパニー・リミテッド（パソナ海外戦略会社） 取締役最高顧問

## 企業理念
輸入時計の販売と化粧品什器の販売、一見するとまったく異なる分野の事業を展開しているようにも思えるが、この2つの事業には「新しい考え方に基づいた流通改革」という共通の理念があり、流通における新しい形態を提案・開拓することを主たる目的としている。

## 沿革
- 2004年6月 - 設立
- 2004年6月 – 東京都港区白金台にガレリアをオープン、輸入時計販売事業を開始。
- 2005年2月 - 世田谷区 桜新町にガレリア2号店をオープン。
- 2005年10月 - 世田谷区梅丘にガレリア3号店をオープン（2009年1月に閉店）。
- 2007年3月 – 杉並区 阿佐ヶ谷にガレリア4号店をオープン（2010年3月に閉店）。
- 2008年1月 – 渋谷区原宿にガレリア5号店をオープン。
- 2010年6月 - 別法人のシー・エム・プランニング株式会社を設立。
- 2015年11月 - 世田谷区用賀にアレーゼ事業のオフィスを開設。
- 2016年3月 - 白金を「ジンカ」専門の宝石店に改装。

## ガレリア時計事業

### 事業内容
古来より中古時計を扱ってきた質店のように中古時計のみを扱うわけでも、メーカー系列時計店のように新品時計のみを扱うわけでもなく、その両方を取扱っている点である。「創業当初からWEB販売・店舗販売の双方に着手し多くのユーザーに支持され、現在は都内に複数の店舗を構えて数多くの高級ブランド腕時計を取り扱うほどに成長している（指輪やアクセサリーも取り扱っている）。

### 店舗一覧
- ガレリア白金*ｼﾞﾝｶ（港区白金台五丁目18-4）
- ガレリア桜新町（東京都世田谷区桜新町一丁目25-24-1F）

## アレーゼ化粧品什器事業

### 事業内容
アレーゼは、セルフ販売の化粧品コーナーを設けているドラッグストアなどに化粧品什器の販売を行う事業。自社で「アレーゼ・フロントライト什器」「アレーゼ・フロントライト防犯什器」などの製品を独自に開発・販売していた。
営業所
世田谷区用賀4丁目33番16号